# Preston Pearson
Preston James Pearson (Freeport, 17 gennaio 1945) è un ex giocatore di football americano statunitense che ha militato nel ruolo di running back nella National Football League (NFL).

## Carriera
Pearson fu scelto nel corso del 12º giro (298º assoluto) del Draft NFL 1967 dai Baltimore Colts, con cui giocò fino al 1969. In seguito militò anche nei Pittsburgh Steelers (1970-1974) e nei Dallas Cowboys (1975-1980). Con i Colts vinse il campionato NFL nel 1968, venendo sconfitto a sorpresa dai New York Jets nel Super Bowl III. Si rifece nel 1974 con gli Steelers nel Super Bowl IX battendo i Minnesota Vikings e vinse un altro titolo con i Cowboys nel 1977. Nella finale della NFC del 1975 segnò un record NFL per i playoff ancora attivo di tre touchdown su ricezione portando i Cowboys alla vittoria contro i favoriti Los Angeles Rams.
Complessivamente, Pearson guadagnò 9.545 yard totali (incluse quelle con gli special team) segnando 33 touchdown (17 su corsa, 13 su ricezopme, due su ritorno di kickoff e uno su ritorno di fumble). Fu il primo giocatore della storia a raggiungere il Super Bowl con tre squadre diverse.
Pearson detiene la distinzione di essere stato uno dei pochi giocatori, se non l'unico, ad essere stato allenato da Don Shula, Chuck Noll e Tom Landry, tre dei più grandi allenatori della storia della NFL, che vinsero complessivamente otto Super Bowl. Non solo i suoi allenatori furono degli Hall of Famer ma anche i suoi quarterback (Johnny Unitas, Terry Bradshaw e Roger Staubach) e alcuni dei suoi compagni tra i running back (Lenny Moore, Franco Harris e Tony Dorsett).

## Palmarès
- Campionati NFL : 1

Baltimore Colts: 1968
- Super Bowl : 2

Pittsburgh Steelers: IX
Dallas Cowboys: XII
- American Football Conference Championship: 1

Pittsburgh Steelers: 1974
- National Football Conference Championship: 3

Dallas Cowboys: 1975, 1977, 1978